# 利特爾頓峰
利特爾頓峰（英語：Lyttelton Peak）是南極洲的山峰，位於奧次地，屬於科巴姆山脈的一部分，海拔高度2,335米，由新西蘭探險隊繪入地圖，現時由南極條約體系管理。